# Rolf Born
Rolf Born (* 1962) ist ein Schweizer Politiker (FDP). Dem Kantonsrat des Kantons Luzern gehört er seit 2007 an. Von 2012 bis 2019 war Born Gemeindepräsident von Emmen.

## Beruf und Privates
Rolf Born ist Jurist und war als Anwalt sowie bis August 2019 als Gemeindepräsident (80 %) tätig. Er leitet seit September 2019 die «WAS Wirtschaft Arbeit Soziales IV Luzern». Seit 2005 ist er Verwaltungsrat der Auto AG Rothenburg.
Seit 1. Januar 2024 ist Born zudem Stabschef des kantonalen Führungsstabes (KFS), einem Führungsorgan im Bevölkerungsschutz. Als Oberst im Generalstab führte er von 2014 bis 2018 den Stab der Territorialdivision 2.
Born ist Ehrenpräsident und Ehrenmitglied des SC Emmen sowie Präsident der Gönnervereinigung.

## Politik
Born gehört der FDP.Die Liberalen Luzern an. Er sass seit 1996 im Einwohnerrat und von 2004 bis 2019 im Gemeinderat (Exekutive). Dort übernahm er zunächst die Sozialdirektion. Im Juni 2007 wurde Born Kantonsrat und 2012 Gemeindepräsident. Als Kantonsratspräsident hatte er im Jahr 2022/2023 das höchste Amt im Kanton inne. Seine Nachfolgerin wurde Judith Schmutz. Die Vizepräsidentschaft hatte Born im Juli 2021 übernommen. Daneben war er unter anderem Präsident der Aufsichts- und Kontrollkommission (2008–2010) und der Kommission Wirtschaft und Abgaben (2015–2019) sowie Fraktionspräsident der FDP (2010–2015).

## Belege
1. 1 2  lu.ch: Kantonsratsprofil (abgerufen am 11. Januar 2024)
2. ↑  emmen.ch: Rolf Born wird neuer Stabschef des kantonalen Führungsstabes. (14. Juni 2023; abgerufen am 11. Januar 2024)
3. ↑  fdp-lu.ch: Rolf Born. (abgerufen am 11. Januar 2024)
4. ↑  emmen.ch: Ex-Gemeindepräsident Rolf Born zum höchsten Luzerner gewählt. (21. Juni 2022; abgerufen am 11. Januar 2024)

| Personendaten    | Personendaten                                   |
| ---------------- | ----------------------------------------------- |
| NAME             | Born, Rolf                                      |
| KURZBESCHREIBUNG | Schweizer Politiker der FDP.Die Liberalen (FDP) |
| GEBURTSDATUM     | 1962                                            |